# بيتر كايبر
بيتر كايبر (بالألمانية: Peter Kuiper)‏ هو ممثل ألماني، ولد في 30 مارس 1929 في إندونيسيا، وتوفي في 28 سبتمبر 2007 في ألمانيا.

## وصلات خارجية
- بيتر كايبر على موقع IMDb (الإنجليزية)
- بيتر كايبر على موقع ألو سيني (الفرنسية)
- بيتر كايبر على موقع أول موفي (الإنجليزية)
- بيتر كايبر على موقع قاعدة بيانات الأفلام السويدية (السويدية)
- بيتر كايبر على موقع قاعدة بيانات الفيلم (الإنجليزية)